# Esperantist
En esperantist er en person som taler sproget esperanto. Nogle foretrækker i stedet at bruge ordet esperantotalende (ev. esperantobruger) for at undgå associationer i retning af at man også støtter den organiserede esperantobevægelse eller går ind for esperantos såkaldte interne ide. Atter andre talere undgår betegnelsen fordi endelsen -ist for dem medfører uheldige konnotationer (jf. fascist, kommunist, spiritist).
På den første esperantoverdenskongres i Frankrig, 1905, blev der vedtaget en resolution om esperantisme som siger, at man på esperanto bruger ordet esperantisto om  »enhver person som kender og bruger sproget esperanto helt uanset til hvilke formål han bruger det«.
Antallet af esperantister i verden er ukendt, og umuligt at tælle grundet deres spredte udbredelse over hele verden, og, for manges vedkommende, manglende organisering. Sidney S. Culbert har udført omfattende stikprøveundersøgelser af antal talere af forskellige sprog til brug i almanakken World Almanac. Han nåede frem til at der er 1,6 millioner esperantister i verden. Det tal er dog stærkt omstridt, og nogle hævder at det reelle tal er betydeligt lavere.
Der er i øvrigt også stor forskel på hvor godt esperantister taler esperanto. Det strækker sig lige den såkaldte evige begynder som kun med stort besvær kan føre en samtale på esperanto, til enkelte der er vokset op i flersprogede hjem og har esperanto som modersmål.